# Wisimar
Wisimar (ou Visimar) est un roi vandale du IVe siècle. Sa vie et ses faits sont peu connus. Roi des Hasdings, l'un des deux principaux groupes vandales (avec les Sillings), il doit faire face à ses puissants voisins Wisigoths, notamment au roi des Tervinges (Wisigoths) Gébéric, qui cherche à agrandir sa domination et/ou émigrer, pressant les Vandales. Ce dernier lui causera de lourdes pertes parmi ses troupes.
Il a au moins un fils :
- Godégisel mort en 407, roi des Vandales Hasdings.

## Sources
- Michel Rouche, Clovis, Paris, Éditions Fayard, 1996 (ISBN 2-2135-9632-8)